# Pekmez
Il Pekmez (in turco: pekmez, derivato dal turco oghuz bekmes; in azero: doşab / bəkməz) è uno sciroppo simile al vincotto o alla melassa.

## Storia
La melassa di frutta, il defrutum, risale al periodo classico.

## Produzione
Il pekmez si ottiene dopo aver condensato succhi di mosto di frutta, in particolare uva, facendoli bollire con un agente coagulante come la cenere di legna o i semi di carruba macinati.  A cottura ultimata, viene aggiunto del pekmez toprağı (un tipo di terreno di colore bianco contenente tra il 50% e il 90% di calce). Per ogni 100 kg di pekmez sono necessari tra 1 e 5 kg di terreno. Ciò che differenzia il pekmez da altri prodotti simili è l'uso di questo tipo di terra. Dopo la cottura viene lasciato riposare e quindi il terreno bianco viene separato dal liquido.

### Varianti regionali

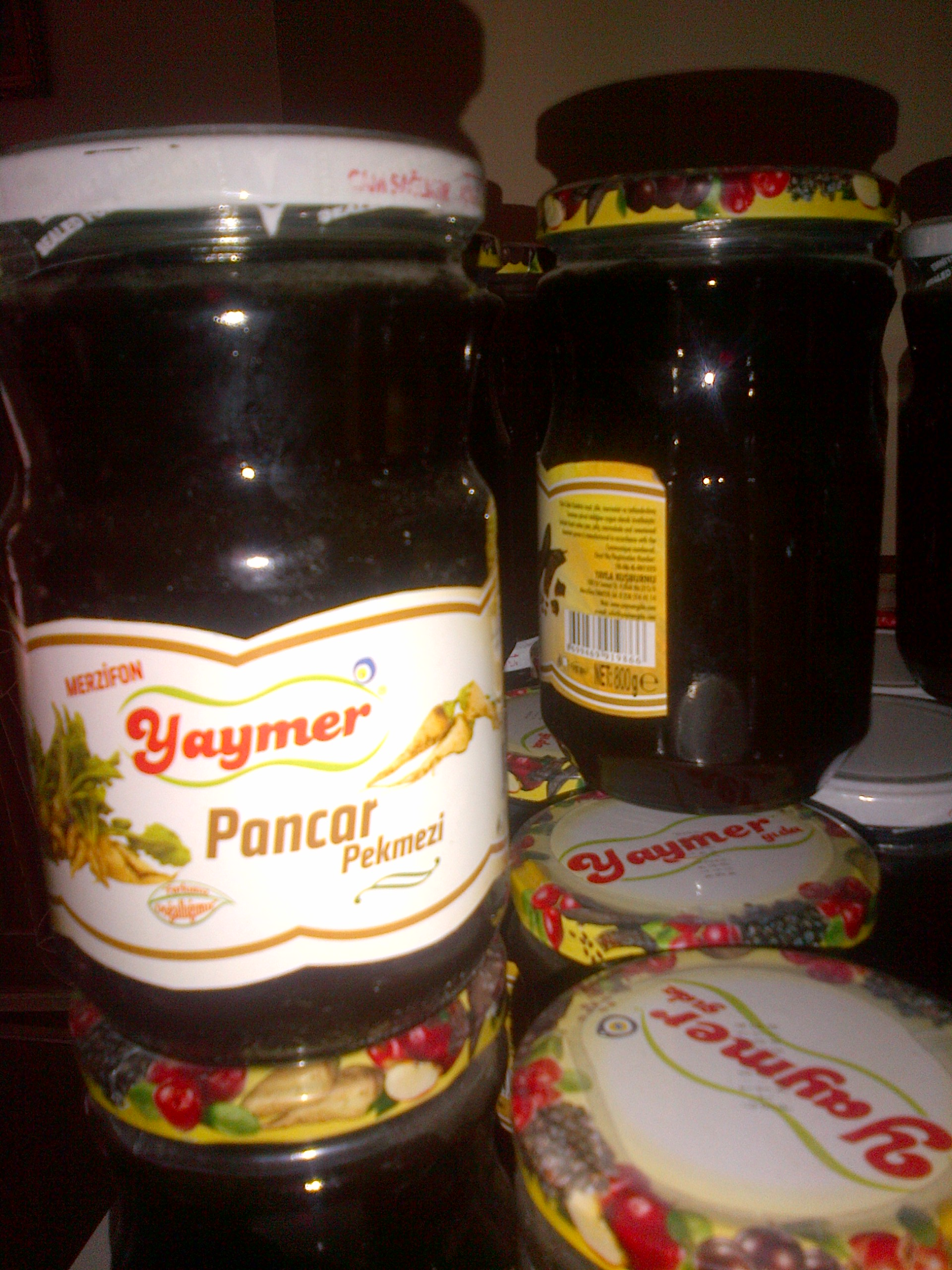
Pekmez di barbabietola da zucchero turco.

In Turchia per la produzione del pekmez vengono spesso utilizzate barbabietola da zucchero (şeker pancarı), fichi (incir) o gelso (dut), nonché bacche di ginepro (andiz), o carruba (keçiboynuz o harnup). In Azerbaigian, il pekmez è prodotto principalmente a partire da gelso o uva. Nei Balcani, è più simile a una marmellata e di solito fatto con le prugne. In Grecia, si chiama petimezi (πετιμέζι). Nella cucina araba, il dibs (o dibis) è prodotto con melograno, uva, carruba, o datteri.

## Uso
Il pekmez viene usato come sciroppo o mescolato con il tahin per colazione. Il pekmez a base di carruba (keçiboynuz o harnup) è comunemente raccomandato come trattamento contro l'anemia sideropenica.